# 鳥取県教育センター
鳥取県教育センター（とっとりけんきょういくセンター、英称：Tottori Prefectural Education Center）は、鳥取県が設置する教育に関する研究及び教育関係職員の研修を行う機関である。

## 概要
鳥取県教育センターは鳥取県における教育の充実とその振興を図るため、前身の鳥取県教育研究所を廃止して設置され、2002年に現在の名称に改称される。

## 所在地
- 鳥取県教育センター - 鳥取県鳥取市湖山町北5丁目201番地

## 事業
事業内容は下記の通りである。
1. 教育関係職員の研修に関すること
2. 教育に関する研究調査に関すること
3. 教育相談に関すること
4. 児童等の発達の特徴を把握するための検査に関すること
5. 情報教育の推進に関すること
6. 学校教育の総合的かつ専門的支援に関すること
7. その他教育の充実及び振興を図るために必要な事業に関すること

## 沿革
- 1949年（昭和24年）12月 鳥取県教育研究所設置条例公布
- 1973年（昭和48年）3月 鳥取県教育研究所設置条例を廃止し、鳥取県教育研修センター設置条例を公布。
- 1973年（昭和48年）4月 鳥取県教育研修センターの設置
- 2002年（平成14年）4月 鳥取県教育センター設置条例の一部改正により、鳥取県教育研修センターの名称を鳥取県教育センターに改称。

## 組織
- 総務課
- 研修企画課
- 教育相談課